# I-League 2007/08
Die I-League-Saison 2007/08 war die erste Saison der neu gegründeten I-League, welche die höchste Spielklasse im indischen Fußball ist, und ersetzte damit die National Football League. Sie startete am 24. November 2007 mit dem Spiel Dempo SC gegen den Salgaocar SC.
Der Meister qualifizierte sich für die Qualifikationsrunde der AFC Champions League 2009. Die letzten beiden Mannschaften stiegen in die I-League Second Division ab.

## Mannschaften
| Verein                  | Stadt    | Stadion                       | max. Zuschauer |
| ----------------------- | -------- | ----------------------------- | -------------- |
| FC Air India            | Mumbai   | Cooperage Ground              | 12.000         |
| Churchill Brothers SC   | Goa      | Fatorda-Stadion               | 35.000         |
| Dempo Sports Club       | Goa      | Fatorda-Stadion               | 35.000         |
| East Bengal Club        | Kalkutta | Yuba Bharati Krirangan        | 120.000        |
| JCT Mills Football Club | Ludhiana | Guru Nanak Singh Stadium      | 12.000         |
| Mahindra United         | Mumbai   | Cooperage Ground              | 12.000         |
| Mohun Bagan             | Kalkutta | Yuba Bharati Krirangan        | 120.000        |
| Sporting Clube de Goa   | Goa      | Fatorda-Stadion               | 35.000         |
| Salgaocar Sports Club   | Goa      | Fatorda-Stadion               | 120.000        |
| Viva Kerala             | Kochi    | Municipal Corporation Stadium | 35.000         |

## Tabelle
| Pl.                     | Verein                | Sp. | S  | U | N  | Tore    | Diff. | Punkte |
| ----------------------- | --------------------- | --- | -- | - | -- | ------- | ----- | ------ |
| 1.                      | Dempo SC              | 18  | 10 | 6 | 2  | 035:130 | +22   | 36     |
| 2.                      | Churchill Brothers SC | 18  | 11 | 3 | 4  | 040:220 | +18   | 36     |
| 3.                      | JCT Mills FC          | 18  | 9  | 6 | 3  | 031:140 | +17   | 33     |
| 4.                      | Mohun Bagan AC        | 18  | 8  | 6 | 4  | 022:170 | +5    | 30     |
| 5.                      | Mahindra United       | 18  | 7  | 7 | 4  | 024:180 | +6    | 28     |
| 6.                      | East Bengal Club      | 18  | 5  | 4 | 9  | 017:230 | −6    | 19     |
| 7.                      | Sporting Clube de Goa | 18  | 4  | 7 | 7  | 014:240 | −10   | 19     |
| 8.                      | FC Air India          | 18  | 3  | 8 | 7  | 010:200 | −10   | 17     |
| 9.                      | Viva Kerala           | 18  | 3  | 3 | 12 | 013:380 | −25   | 12     |
| 10.                     | Salgaocar Sports Club | 18  | 1  | 8 | 9  | 020:370 | −17   | 11     |
| Stand: 23. Februar 2008 |                       |     |    |   |    |         |       |        |

## Torschützenliste
| Pl.                     | Name                     | Team                  | Tore |
| ----------------------- | ------------------------ | --------------------- | ---- |
| 01.                     | Odafe Onyeka Okolie      | Churchill Brothers SC | 22   |
| 02.                     | Eduardo da Silva Escobar | JCT Mills FC          | 14   |
| 03.                     | Mboyo Iyomi              | Churchill Brothers SC | 12   |
| 03.                     | Ranty Martins Soleye     | Dempo SC              | 12   |
| 05.                     | Baichung Bhutia          | Mohun Bagan AC        | 10   |
| 06.                     | Edmilson Marques Pardal  | East Bengal Club      | 8    |
| 06.                     | Chidi Edeh               | Dempo SC              | 8    |
| 08.                     | Felix Chimaokwu          | Salgaocar SC          | 7    |
| 08.                     | Sunil Chhetri            | JCT Mills FC          | 7    |
| 010.                    | Elijah Obagbemiro Junior | Sporting Clube de Goa | 6    |
| 010.                    | Andrews Pomeyie Mensah   | Mahindra United       | 6    |
| Stand: 23. Februar 2008 |                          |                       |      |